# Hapalemur griseus
L'apalemure grigio  o bokombàl o bokombouli (Hapalemur griseus (Link, 1795)) è un primate della famiglia dei Lemuridae, endemico del Madagascar.

## Distribuzione
È diffuso nella foresta pluviale del Madagascar orientale, dal massiccio di Tsaratanana a nord sino a Taolanaro (Fort Dauphin) a sud.

## Tassonomia
Comprende due sottospecie:
- Hapalemur griseus griseus
- Hapalemur griseus meridionalis

H. griseus alaotrensis ed H. griseus occidentalis, in passato inclusi tra le sottospecie, sono oggi considerate come specie a sé stanti (Hapalemur alaotrensis e Hapalemur occidentalis); alcuni ricercatori propongono di classificare come specie a sé stante anche H. griseus meridionalis.

## Descrizione

### Dimensioni
Hanno dimensioni piuttosto ragguardevoli (fino a 70 cm, di cui più di metà spettano alla coda).

### Aspetto
Questi animali, come suggerito dal nome, sono principalmente di colore grigio, anche se il pelo lanoso può presentare disegni rossicci sulla testa: in controluce, il manto presenta un riflesso metallico giallo-zolfo.
La testa è rotonda, con occhi piccoli e bruni ed orecchie molto simili a quelle umane, ma celate dal lungo pelo. Hanno zampe più corte in rapporto a quelle degli altri lemuridi: le mani ed i piedi sono ricoperti da una fine peluria fino alla radice delle unghie, che sono a forma di cuore e carenate nel mezzo, sicché terminano in una punta aguzza assai utile per aggrapparsi alle canne.
Nel lato interno del polso, presentano un cuscinetto ghiandolare glabro e calloso, che secerne una sostanza oleosa con la quale i maschi sono soliti cospargersi durante il periodo degli accoppiamenti.

## Comportamento
Si tratta di animali principalmente notturni, estremamente agili nei movimenti anche se dall'aspetto goffo.

### Alimentazione
Ha una dieta estremamente specializzata: si nutre quasi esclusivamente di germogli, foglie e midollo di bambù gigante  (Cathariostachys madagascariensis), o  volohosy in malgascio.

## Status e conservazione
La IUCN red list considera questa specie come vulnerabile.
L'apalemure grigio è protetto nel Parco nazionale di Marojejy, nella Riserva naturale integrale di Zahamena, nella Riserva naturale integrale di Betampona, nel Parco nazionale di Andohahela, nella Riserva speciale di Anjanaharibe Sud, nella Riserva speciale di Manombo e nel Parco nazionale di Ranomafana.